# Малый Удряк
Малый Удряк (Асли-Удряк) (баш. Кесе Өйҙөрәк) — река в России, протекает в Республике Башкортостан, Белебеевский, Чишминский и Давлекановский районы. Устье реки находится в 11 км по правому берегу реки Большой Удряк в черте д. Никитинка Чишминского района. Длина реки составляет 55 км, площадь водосборного бассейна 350 км².
В черте д. Черниговка башкирское название Асли-Удряк (Аслиудряк) сменяется на русифицированное Малый Удряк.

## Притоки
В 27 км от устья, по правому берегу реки впадает река Дундук

## Достопримечательности
Возле поймы реки есть гидрологический памятник природы (с 1965) — Алга. В реку по логу впадают воды родника и минерального источника Алга.

## Данные водного реестра
По данным государственного водного реестра России относится к Камскому бассейновому округу, водохозяйственный участок реки — Дёма от истока до водомерного поста у деревни Бочкарёва, речной подбассейн реки — Белая. Речной бассейн реки — Кама.
Код объекта в государственном водном реестре — 10010201312111100024915.